# Лиутберт (архиепископ Кёльна)
Лиутберт (Лиудберт; лат. Liutbertus или Liudbertus; умер 27 апреля 870) — архиепископ Кёльна в 841—842 годах и епископ Мюнстера в 849—870 годах.

## Биография
Согласно «Ксантенским анналам», Лиутберт был выходцем из знатной семьи, имевшей владения в Рипуарии. Известно имя его родителей: отца — Хасбальда и матери — саксонки Регигарды. На основании ономастических данных предполагается, что близким родственником Лиутберта был одноимённый архиепископ Майнца.
По крайней мере, с 830-х годов, так же как и другие его родственники, Лиутберт жил в Кёльне, где его дядя по отцу Хадебальд был архиепископом. Возможно, здесь же он принял духовный сан, став ближайшим помощником своего дяди.
После смерти в 841 году Хадебальда Лиутберт стал его преемником на местной архиепископской кафедре. Возможно, его избрание произошло при поддержке правителя Восточно-Франкского королевства Людовика II Немецкого. Предполагается, что получение Лиутбертом сана не было поддержано клиром, так как в составленном при Виллиберте списке кёльнских архиепископов он не упоминается. В «Житии Ансгара» Римберта также сообщается, что после смерти Хадебальда кёльнская кафедра долгое время была вакантной. В современных же событиям документах Лиутберт титулуется как «избранный епископ» (лат. electus episcopus ad Coloniae urbis sedem).
В то время Кёльнская архиепархия занимала территории на границе двух франкских государств: бо́льшая её часть находилась в Средне-Франкском королевстве, меньшая — в Восточно-Франкском королевстве. Поэтому когда между правителями этих государств, императором Лотарем I и Людовиком II Немецким, началась война, приверженность Лиутберта ко второму из них лишила архиепископа поддержки первого. Ещё на Пасху 842 года Лиутберт торжественно принимал в Кёльне правителя Восточно-Франкского королевства, но уже вскоре после этого по повелению Лотаря I он лишился архиепископского сана. Управление Кёльнской архиепархией было передано Гильдуину, до того бывшему аббатом Сен-Дени.
Лишившийся кафедры Лиутберт покинул владения Лотаря I и нашёл приют в Восточно-Франкском королевстве. По крайней мере до 848 года он пытался возвратить себе власть над Кёльнской архиепархией и даже при покровительстве Людовика II Немецкого управлять той её частью, которая находилась на территории Восточно-Франкского королевства. Этот конфликт был улажен не позднее 850 года, когда между Лотарем I и Людовиком II Немецким было заключено соглашение, по которому новым кёльнским архиепископом был избран Гюнтер, а Лиутберт получил в управление Мюнстерскую епархию. Здесь он стал преемником святого Альтфрида.
Во время управления Лиутбертом новой епархией были утрачены последние права мюнстерских епископов на Верденское аббатство. Ранее связанные родством с основателем этой обители святым Людгером епископы Мюнстера были одновременно и настоятелями Верденского аббатства. Однако прибывший из Западной Франкии Лиутберт не смог утвердиться в сане аббата: сначала монастырём управлял некий Бертольд, а затем Хильдегрим, в 853 году ставший также епископом Хальберштадта. Окончательно конфликт между епископом Мюнстера и монахами Верденского монастыря был улажен только в 864 году, когда на синоде Майнце братии аббатства было позволено самостоятельно избирать себе настоятеля.
Лиутберт активно участвовал в государственных делах Восточно-Франкского королевства. В октябре 852 года он участвовал в церковном соборе в Майнце, в июне 860 года во встрече трёх Каролингов — Лотаря II, Карла II Лысого и Людовика II Немецкого — в Кобленце, а в мае 868 года — в синоде в Вормсе.
Занятость государственными делами не позволяла Лиутберту уделять много внимания делам своей епархии. Тем не менее, известно, что он содействовал своему родственнику графу Лиутбергу и его сыну в основании женского Ноттульнского аббатства. В 860 году он также щедро одарил мощами основанный в 854 году монастырь Святого Бонифация во Фрекенгорсте, для чего в Провансе были куплены множество реликвий и приглашены различные ремесленники. В 866 году Лиутберт приобрёл у папы римского Николая I реликвии святого мученика Магнуса и в следующем году переслал их в Ноттульнский монастырь.
Хотя Лиутберт и покинул Кёльн, он до самой смерти не прерывал связи с городским клиром. Благодаря неустройствам, возникшим там при архиепископе Гюнтере, он смог даже оказывать покровительство духовенству той части Кёльнской епархии, которая находилась на территории Восточно-Франкского королевства, и использовал своё влияние на благо Людовика II Немецкого. В январе 870 года Лиутберт Мюнстерский вместе с другими суффраганами Майнцской митрополии сопровождал архиепископа Лиутберта в Дойц, где новым главой Кёльнской архиепархии был избран Виллиберт. Возможно, в том же году Лиутберт участвовал в освящении кафедрального собора Кёльна, сейчас известного как церковь Хильдебольда.
Предполагается, что при Лиутберте кафедральным собором Мюнстерской епархии вместо церкви Святой Марии могла стать церковь Святого Павла.
Лиутберту приписывается авторство двух эпиграмм. Седулий Скот посвятил епископу Мюнстера оду «Ad Leutbertum episcopum».
Лиутберт умер 27 апреля 870 года. Его преемником в сане епископа Мюнстера был Бертольд.

## Комментарии
1. ↑  В «Ксантенских анналах» эти события ошибочно датированы 871 годом[5].